# سینکلر لوئیس
هری سینکلر لوئیس (آوایش انگلیسی: /Harry Sinclair Lewis/) (زاده ۷ فوریهٔ ۱۸۸۵ – درگذشته ۱۰ ژانویه ۱۹۵۱) رمان‌نویس، داستان‌نویس و نمایش نامه نویس آمریکایی بود. او اولین آمریکایی و همچنین اولین فرد از قارهٔ آمریکا بود که موفق شد نوبل ادبیات را به دست آورد.
او مفهوم سنتی رمانتیک و راضی از زندگی آمریکایی را با سبکی واقع بینانه و حتی تلخ جایگزین کرد.
او همچنین به سبب خلق کاراکتر قوی‌ای از زن مدرن شاغل مورد احترام است. خدمات پستی ایالات متحده آمریکا با چاپ تمبر او در سری تمبرهای مشاهیر آمریکا از وی قدردانی کرده‌است.

## زندگی
لوئیس در سال ۱۸۸۵ در مینه سوتای ایالات متحده به دنیا آمد و در سال ۱۹۵۱ در ایتالیا درگذشت.

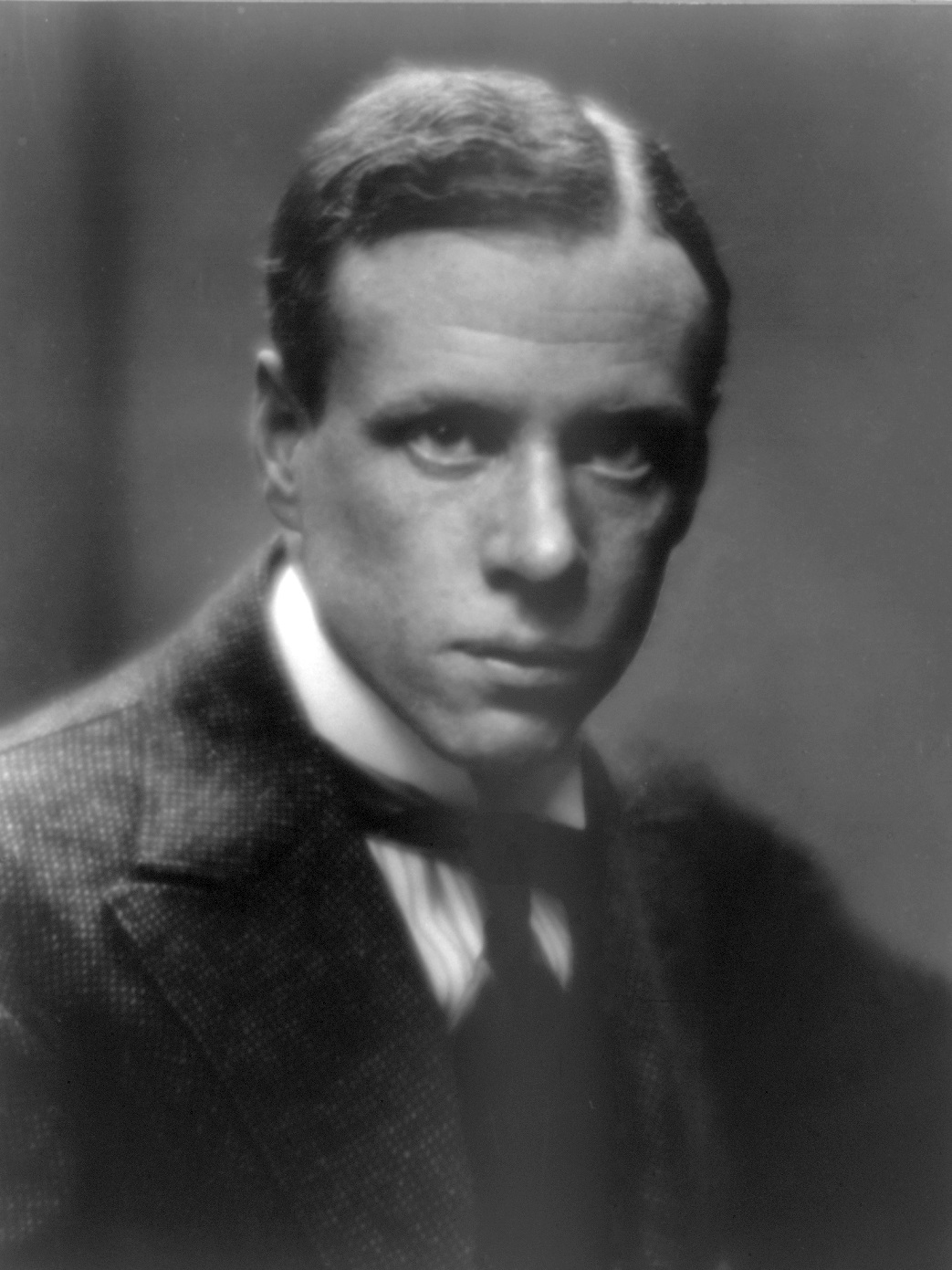
در سال ۱۹۱۴

شایان ذکر است که جک لندن، نویسنده مطرح و سوسیالیست آمریکایی، ۲۶ طرح داستانی از لوئیس خرید و از ۵ طرح آن استفاده کرد که قابل توجه ترین آن مربوط به کتاب بنگاه آدم کشی است.

## جوایز
- جایزه ادبی نوبل (۱۹۳۰)
- جایزه پولیتزر برای داستان (۱۹۲۶)

## آثار
- Hike and the Aeroplane (1912) (as Tom Graham)
- Our Mr. Wrenn (1914)
- The Trail of the Hawk (1915)
- Tennis As I Play It (1915), ghostwritten for موریس ای مک‌لوکلین[۳]
- The Innocents (1917)
- The Job (1917)
- "The Willow Walk" (1918) (داستان کوتاه)
- Free Air (1919)
- Main Street (1920)
- Babbitt (1922)
- Arrowsmith (1925)
- Mantrap (1926)
- المرگنتری (۱۹۲۷)
- The Man Who Knew Coolidge (1928)
- Dodsworth (1929)
- Ann Vickers (1933)
- Work of Art (1934)
- It Can't Happen Here (1935)
- Jayhawker (1935) (نمایش‌نامه)
- Selected Short Stories (1935)
- "Little Bear Bongo" (1936) (داستان کوتاه)
- The Prodigal Parents (1938)
- Bethel Merriday (1940)
- Gideon Planish (1943)
- کس تیمبرلین (۱۹۴۵)
- Kingsblood Royal (1947)
- The God-Seeker (1949)
- World So Wide (1951) (پس از مرگش)